# Celestial Seasonings
Celestial Seasonings é uma empresa de chá  com sede em Boulder, Colorado, Estados Unidos, especializada em chás de ervas, em chá verde, chá vermelho, chá branco, chá preto, chai, entre outros. Eles representam mais de $100.000.000 milhões das vendas nos Estados Unidos anualmente.
Todos os chás são certificados kosher, e muitos possuem os certificados orgânicos também. A fábrica Boulder realiza visitas guiadas e gratuitas e oferece amostragem para os visitantes experimentarem qualquer um chá de graça, também.
Celestial Seasonings encontra-se como maior fabricante de chás especializados da América do Norte. Serve mais de 1,6 bilhões xícaras de chá a cada ano, e fonte dos mais de 100 ingredientes inclusos em seus chás vem de mais de 35 países.

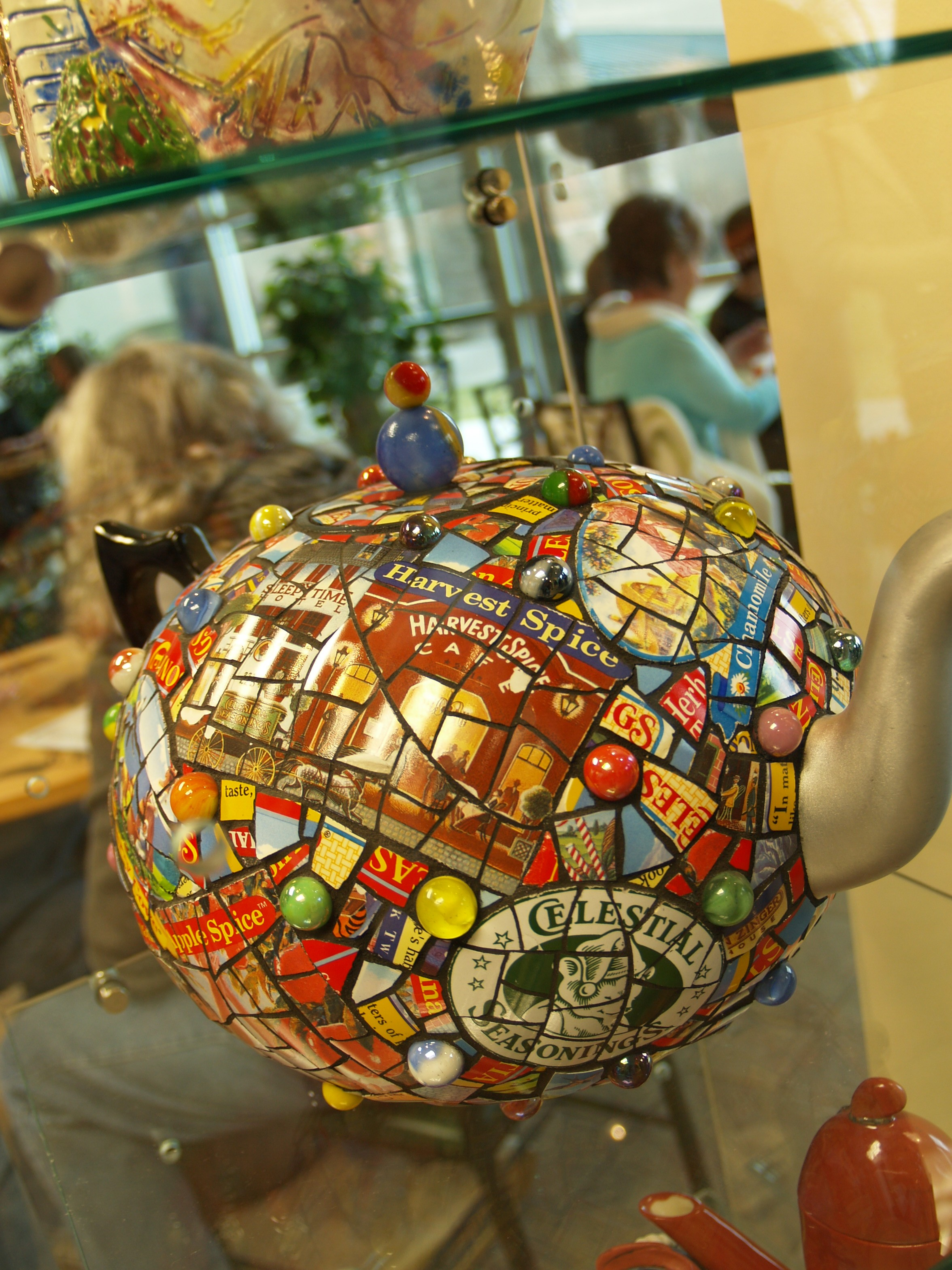
Celestial Seasonings Tour Room - teapot

## História
Fundada em 1969 por Mo Siegel, John Hay, Peggy Clute e outros, eles colhiam ervas e flores, nas montanhas ao redor de Boulder e depois de todo o preparo feito a mão, os chás eram vendidos em lojas locais especializadas em produtos naturais. O nome da empresa foi derivado da co-fundadodra Lucinda ZIesing’s.
A empresa cresceu rapidamente, e em 1970, já estavam criando populares chás de ervas (como Sleepytime e Red Zinger) tornou-se a maior sede de venda de chás por duas vezes, quando começaram a vender internacionalmente em 1977.
A Celestial Seasonings criou a Red Zinger Bicycle Classic, um evento de corrida que acontecia no Colorado, durante a década de 70.
Celestial Seasonings foi comprada pela Kraft Foods em 1984, que expandiu a comercialização da marca nacional e internacionalmente. Mo Siegel se aposentou em 1986, e no ano seguinte, a Kraft anunciou que iria vender a Celestial Seasonings para Lipton. A venda foi questionada devido a problemas com leis, a empresa voltou para a Kraft em 1988.
Em 1990, a Celestial Seasoning mudou-se para nova sede no Norte de Boulder.
Mo Siegel retornou em 1991 como CEO. A empresa continuou crescendo e introduzindo novos produtos na década de 1990.
A fusão entre a Celestial Seasonings com a companhia de produtos naturais, a The Hain Food Group em 2000, resultou na formação da Hain Celestial Group. Em 2002 Mo Siegel, aposenta-se pela segunda vez.